# Ed Fairhurst
Pas d'image ? Cliquez ici

a Compétitions nationales et continentales officielles uniquement.

b Matchs officiels uniquement.
Ed Fairhurst, né le 7 mai 1979 à Regina (Saskatchewan, Canada), est un ancien joueur international canadien de rugby à XV jouant principalement au poste de demi de mêlée. Il prend sa retraite sportive en octobre 2012. 

## Biographie
Ed Fairhurst obtient sa première cape internationale le 19 mai 2001 à l’occasion d’un match contre l'équipe des États-Unis à Kingston (Province de l'Ontario, Canada), et sa dernière cape le 23 juin 2012 contre l'équipe de Géorgie à Vancouver (Province de la Colombie-Britannique, Canada).

## Statistiques en équipe nationale
- 57 sélections (35 fois titulaire, 22 fois remplaçant)
- 46 points (4 essais, 4 transformations, 6 pénalités)
- 1 fois capitaine le 22 novembre 2008 contre l'Écosse
- Sélections par année : 2 en 2001, 7 en 2002, 6 en 2003, 7 en 2004, 5 en 2005, 7 en 2006, 5 en 2007, 4 en 2008, 5 en 2009, 1 en 2010, 6 en 2011, 2 en 2012

En Coupe du monde :
- 2003 : 2 sélections (Nouvelle-Zélande, Tonga)
- 2007 : 2 sélections (pays de Galles, Australie)
- 2011 : 4 sélections (Tonga, France, Japon, Nouvelle-Zélande)

## Palmarès
- Cardiff Blues
  - Vice champion de la Celtic League en 2007